# Supercopa Argentina de 2017
A Supercopa Argentina de 2017 foi a 6ª edição da Supercopa Argentina. Foi disputada em partida única entre o Boca Juniors (Campeão do Campeonato Argentino) e o River Plate (Campeão da Copa Argentina).
O River Plate foi o campeão ao vencer o Boca Juniors por 2–0, conquistando seu primeiro título de Supercopa.

## Participantes
| Equipe       | Classificação                              |
| ------------ | ------------------------------------------ |
| Boca Juniors | Campeão do Campeonato Argentino de 2016–17 |
| River Plate  | Campeão do Copa Argentina de 2016–17       |

## Partida
| 14 de março de 2018 | Boca Juniors | 0 – 2     | River Plate                     | Estádio Malvinas Argentinas, Mendoza |
| 21:10               |              | Relatório | Martinez 18' (pen) · Scocco 70' | Árbitro: Patricio Loustau            |

| Boca Juniors | River Plate |

| G                          | 1  | Agustín Rossi     |     |     |
| LD                         | 29 | Leonardo Jara     |     | 72' |
| Z                          | 2  | Paolo Goltz       |     |     |
| Z                          | 6  | Lisandro Magallán |     |     |
| LE                         | 18 | Frank Fabra       | 26' |     |
| M                          | 15 | Nahitan Nández    | 42' |     |
| M                          | 16 | Wílmar Barrios    | 39' |     |
| M                          | 8  | Pablo Pérez (c)   | 80' |     |
| A                          | 7  | Cristian Pavón    |     |     |
| A                          | 32 | Carlos Tévez      | 88' |     |
| A                          | 10 | Edwin Cardona     |     |     |
| Substitutos:               |    |                   |     |     |
| G                          | 1  | Guillermo Sara    |     |     |
| LE                         | 3  | Emmanuel Mas      |     |     |
| LD                         | 24 | Julio Buffarini   |     |     |
| Z                          | 27 | Santiago Vergini  |     |     |
| M                          | 30 | Emanuel Reynoso   |     |     |
| A                          | 17 | Ramón Ábila       |     | 72' |
| A                          | 22 | Oscar Benítez     |     |     |
| Treinador:                 |    |                   |     |     |
| Guillermo Barros Schelotto |    |                   |     |     |

| G                | 1  | Franco Armani          |     |     |
| Z                | 29 | Gonzalo Montiel        |     | 54' |
| Z                | 2  | Jonathan Maidana       |     |     |
| LE               | 22 | Javier Pinola          | 39' |     |
| LD               | 3  | Marcelo Saracchi       |     |     |
| M                | 24 | Enzo Pérez             |     | 65' |
| M                | 23 | Leonardo Ponzio (c)    | 9'  |     |
| M                | 26 | Ignacio Fernández      | 48' |     |
| M                | 10 | Gonzalo Martínez       |     |     |
| A                | 7  | Rodrigo Mora           |     |     |
| A                | 27 | Lucas Pratto           |     | 67' |
| Substitutos:     |    |                        |     |     |
| G                | 25 | Enrique Bologna        |     |     |
| Z                | 28 | Lucas Martínez Quarta  |     |     |
| M                | 5  | Bruno Zuculini         |     | 65' |
| M                | 8  | Juan Fernando Quintero |     |     |
| M                | 18 | Camilo Mayada          |     | 54' |
| A                | 19 | Rafael Santos Borré    |     |     |
| A                | 32 | Ignacio Scocco         |     | 67' |
| Treinador:       |    |                        |     |     |
| Marcelo Gallardo |    |                        |     |     |

## Premiação
| Supercopa Argentina de Futebol de 2017 |
| Buenos Aires                           |
| -------------------------------------- |
| RIVER PLATE Campeão (1.º título)       |